# San Juan de Dios, Michoacán de Ocampo
San Juan de Dios är en ort i Mexiko.   Den ligger i kommunen Tlalpujahua och delstaten Michoacán de Ocampo, i den sydöstra delen av landet, 110 km väster om huvudstaden Mexico City. San Juan de Dios ligger 2 867 meter över havet och antalet invånare är 234.
Terrängen runt San Juan de Dios är kuperad. Runt San Juan de Dios är det ganska tätbefolkat, med 179 invånare per kvadratkilometer. Närmaste större samhälle är El Oro de Hidalgo, 5,8 km nordost om San Juan de Dios. Trakten runt San Juan de Dios består till största delen av jordbruksmark.